# Kommunalwahlen in der DDR 1979
Die Kommunalwahlen in der DDR 1979 fanden am 20. Mai 1979 statt. Es waren die siebten Kommunalwahlen in der DDR.

## Wahlsystem
Es war eine Scheinwahl. Es konnte lediglich über die Einheitsliste der Nationalen Front abgestimmt werden. Die Wahl hatte auf die Stärke der Fraktionen keinen Einfluss. Deren Größe wurde im Voraus festgelegt. Das Wahlrecht der DDR erlaubte auf dem Papier die öffentliche Kontrolle der Wahlauszählung. In der Praxis fand dies aus Angst vor Repressionen nicht statt. Als Zustimmung zur Liste der Nationalen Front wurden alle Stimmzettel gewertet, bei denen nicht alle Kandidaten gestrichen worden waren. Bestimmt wurden die Abgeordneten in Gemeinden, Städten und Kreisen.
Die Kommunalwahlen fanden auch in Ost-Berlin statt. Aufgrund des Viermächte-Status der Stadt Berlin war Ost-Berlin nicht Teil der DDR, die „Stadtverordnetenversammlung von Groß-Berlin“ (gemeint war Ost-Berlin) war faktisch jedoch einem Bezirkstag gleichgestellt.

## Wahlergebnis
Bei den Kommunalwahlen waren 27.188 Mandate zu vergeben. Daneben wurden 8103 Nachrücker für die 7777 Kreistage, Stadtverordnetenversammlungen, Stadtbezirksversammlungen und Gemeindevertretungen gewählt. In Ost-Berlin wurden neun Stadtverordnetenversammlungen, davon erstmals die des neu geschaffenen Bezirks Marzahn, besetzt. Mehr als 12 Millionen Einwohner waren wahlberechtigt, nach offiziellen Angaben lag die Wahlbeteiligung bei 98,28 %. 212.601 Wahlberechtigte gingen danach nicht zur Wahl. 3717 Stimmzettel waren ungültig. 99,82 % der Wähler stimmten nach den offiziellen Zahlen für die Einheitsliste. 0,18 % oder 21.220 Stimmen wurden als Gegenstimmen ausgewiesen. Am höchsten sei die Ablehnung in Ost-Berlin (0,43 %), am niedrigsten im Bezirk Rostock mit 0,07 % gewesen.
In den Kreistagen bzw. Stadtverordnetenversammlungen der Stadtkreise wurden 27.168 Mandate vergeben. In den Stadtverordnetenversammlungen der kreisangehörigen Städte und Gemeindevertretungen waren dies 170.427 und in den Stadtbezirksversammlungen 3975. Diese verteilten sich nach folgendem Schlüssel (hierbei ist zu beachten, dass die Abgeordneten der Massenorganisationen vielfach ebenfalls SED-Mitglieder waren):
| Partei/Gruppe | Partei/Gruppe                               | Akronym                | Sitze Kreistage | Sitze Stadtverordnetenversammlungen | Sitze Stadtbezirksversammlungen |
| ------------- | ------------------------------------------- | ---------------------- | --------------- | ----------------------------------- | ------------------------------- |
|               | Sozialistische Einheitspartei Deutschlands  | SED                    | 4997            | 58.430                              | 689                             |
|               | Freier Deutscher Gewerkschaftsbund          | FDGB                   | 6112            | 25.583                              | 1189                            |
|               | Christlich-Demokratische Union Deutschlands | CDU                    | 1942            | 10.024                              | 245                             |
|               | Liberal-Demokratische Partei Deutschlands   | LDPD                   | 1868            | 5594                                | 253                             |
|               | Demokratische Bauernpartei Deutschlands     | DBD                    | 1874            | 13.493                              | 128                             |
|               | National-Demokratische Partei Deutschlands  | NDPD                   | 1919            | 5268                                | 255                             |
|               | Freie Deutsche Jugend                       | FDJ                    | 3873            | 17.256                              | 659                             |
|               | Demokratischer Frauenbund Deutschlands      | DFD                    | 2718            | 18.751                              | 385                             |
|               | Kulturbund                                  | KB                     | 730             | 1788                                | 90                              |
|               | Vereinigung der gegenseitigen Bauernhilfe   | VdgB/BHG               | 623             | 6864                                | 4                               |
|               | Konsumgenossenschaften                      | Konsumgenossenschaften | 511             | 5493                                | 69                              |
|               | Nationale Front                             | Nationale Front        | 1               | 1883                                | ./.                             |

## Rechtsgrundlagen
Rechtsgrundlage der Wahl war das Wahlgesetz vom 24. Juni 1976. Die Größe der jeweiligen Kommunalparlamente war durch Beschluss des Staatsrates der DDR vom 7. Dezember 1978 festgelegt worden.